# Schefflera guanayensis
Schefflera guanayensis är en araliaväxtart som beskrevs av Maguire, Steyerm. och David Gamman Frodin. Schefflera guanayensis ingår i släktet Schefflera och familjen araliaväxter. Inga underarter finns listade.